# Ораиби
Ораиби (англ. Oraibi) — пуэбло народа хопи в США в округе Навахо штата Аризона.
Находится в северо-восточной Аризоне. Пуэбло расположено на узкой, скалистой Третьей Месе индейской резервации хопи. Это неофициальная столица резервации и, как полагают, старейшее непрерывно заселённое поселение в Соединённых Штатах (с ок. 1150 г. н. э.). Оно расположено на высоте около 6500 футов (1980 м). Ораиби был местом расположения миссии Сан-Франциско (1629—1680 гг.). В 1890 году группа фермеров Ораиби перебралась к подножию Третьей Месы и основала общину Лауэр-Ораиби (Kyakatsmovi), где находятся торговый пост и начальная школа хопи. После 1906 года несогласные жители хопи, которые выступали за возврат к традиционному образу жизни, и особенно к образованию, покинули Ораиби и основали близлежащее пуэбло Хотевилла в 6 милях (10 км) к северо-западу от первоначального пуэбло.